# Anomoia malaisei
Anomoia malaisei es una especie de insecto del género Anomoia de la familia Tephritidae del orden Diptera.

## Historia
Erich Martin Hering la describió científicamente por primera vez en el año 1938.